# Ісайя Ростовський
Ісайя Ростовський (? — 15 травня 1090) — єпископ Ростовський і Суздальський, святий.

## Житіє святителя
Майбутній святитель Ісайя Ростовський і Суздальський народився на поч ХІ століття на Київщині. Згодом вирішив прийняти чернецтво, прийшов до Києво-Печерського монастиря. Чернечий постриг прийняв в Лаврі за часів ігуменства прп. Феодосія Києво-Печерского.
В 1062 р. поставлений ігуменом Димитріївського монастиря за проханням Київського князя Ізяслава Ярославовича. А близько 1077 р. був обраний єпископом на Ростовську кафедру. Хіротонію на єпископа Ростовського звершив митрополит Іоанн.
В 1088 р. був присутній на освяченні Михалійвського собору Видубицького монастиря, а в 1089 р. — учасник урочистого освячення Успенської церкви Печерського монастиря. Владика Ісайя продовжив місіонерську справу свого попередника святого єпископа Леонтія.
Відійшов у вічність 15 травня 1090 р. та похований в Успенському соборі м. Ростова.

## Канонізація святителя Ісайї Ростовського
Мощі святителя віднайдені у 1164 р. відтоді розпочалося народне шанування Ісайї. Архієпископ Ростовський Васіан (Рило) в 1474 р. встановив день шанування святителя Ісайї Ростовського — 15 (28) травня.
Святитель Ісайя належить до Собору Печерських святих, Київських, Ростово-Ярославських, Собору Києво-Михайлівських святих.

## Тропар святителю Ісайї Ростовському
Православ'я наставнику, Учителю благочестя і чистоти, пресвітлий світильнику Ростова, святителям богодухновенна прикрасо, Ісайє премудрий, бо вченням просвітив усі кінці землі нашої, благодаттю духовною, святителю блаженний, моли Христа Бога щоб спас душі наші.